# Die Diplomatin – Böses Spiel
Böses Spiel ist ein deutscher Fernsehfilm von Roland Suso Richter aus dem Jahr 2019. Es handelt sich um die vierte Episode der Krimireihe Die Diplomatin mit Natalia Wörner als die beim Auswärtigen Amt arbeitende Diplomatin Karla Lorenz in der Hauptrolle.

## Handlung
Die mittlerweile in Prag arbeitende deutsche Diplomatin Karla Lorenz lässt den 18-jährigen Hauptverdächtigen Philippe Beaumont, der eine junge deutsche Touristin so misshandelt haben soll, dass sie in Lebensgefahr schwebt, mit Begründung auf die diplomatische Immunität laufen. Die Angehörigen der jungen Frau sind vollkommen entrüstet, als sie dies erfahren. Doch Lorenz kennt ihn seit seinem zehnten Lebensjahr und traut dem introvertierten Philippe diese Tat einfach nicht zu. Sie ist fest entschlossen die Wahrheit herauszufinden. Von der Polizei erfährt sie, dass dies bereits der vierte Überfall auf eine junge Touristin war und ein System dahinterstecke. Eine Bande lauere den Mädchen mit Hilfe eines Lockvogels auf.
Karla Lorenz redet mit Philippes Eltern, sich den Anschuldigungen zu stellen, damit die Unschuld ihres Sohnes offiziell festgestellt werden kann. Doch Philippes Vater weigert sich und verweist auf seinen diplomatischen Status. Dennoch gelingt es Lorenz mit Philippe allein zu reden, der sichtlich unter dem Geschehenen leidet. Er gibt zu, in Vanessa verliebt zu sein, will ihr aber nichts getan haben. Sein Klassenkamerad Roman Kuka habe ihn in letzter Zeit auf seine Streifzüge mitgenommen und eine Art Mutprobe von ihm gefordert. Er sollte junge Mädchen unsittlich ansprechen und sehen, wie sie reagierten. Das habe ihm geholfen, Selbstbewusstsein zu entwickeln und seine Schüchternheit zu überwinden. So habe er auch Vanessa kennengelernt.
Roman Kukas Vater ist ein einflussreicher Politiker und wird in Prag als der nächste Wirtschaftsminister gehandelt. Daher kann auch er nicht so einfach befragt werden, weil er aus jeglichen Ermittlungen herausgehalten werden soll, damit die Reputation seines Vaters keinen Schaden nimmt. Nachdem die Polizei ein Video sicherstellen kann, das Kuka und seine Freunde dabei zeigt, wie sie ein Mädchen überfallen, lässt der Hauptermittler Jan Horava die Beschuldigten festnehmen. Er erhofft sich ein Geständnis, ehe die Anwälte der Eltern die Freilassung durchsetzen können. Damit hat er jedoch keinen Erfolg, denn die Rechtsanwälte der hochrangigen Eltern erscheinen umgehend. Es meldet sich aber Timo Kampmann, Vanessas Stiefbruder, als Zeuge bei der Polizei. Er belastet allerdings Philippe. Lorenz stellt Philippe daraufhin zur Rede, der nun einräumt, Vanessa doch geschlagen zu haben, nachdem sie ihm einen Korb gegeben habe. Die Bitte sich der Polizei zu stellen, um sein Trauma loszuwerden, lehnt Philipp zunächst ab, stellt sich dann aber doch. Auch Roman Kuka soll nach Ansicht des Staatsanwalts zur Verantwortung gezogen werden.

## Hintergrund
Böses Spiel wurde vom 21. August 2018 bis zum 18. September 2018 unter dem Arbeitstitel „Die Diplomatin – Prager Nächte“ gedreht. Als Drehschauplätze dienten unter anderem die tschechische Hauptstadt Prag sowie Berlin und Umgebung. Der Film wurde am 4. Mai 2019 auf dem Samstagabendsendeplatz im Ersten erstausgestrahlt.

## Rezeption

### Einschaltquote
Bei der Erstausstrahlung von Böses Spiel am 4. Mai 2019 erreichte der Film 6,41 Millionen Zuschauer, was einen Marktanteil von 22 Prozent für Das Erste ergibt.

### Kritiken
Thomas Gehringer von Tittelbach.tv urteilte: „Im vierten Film aus der Reihe ‚Die Diplomatin‘ sind vor allem die zwischenmenschlichen, weniger die politisch-taktischen Fähigkeiten der von Natalia Wörner souverän gespielten Titelfigur gefragt. Die Reihe schlägt mit diesem von Roland Suso Richter packend und teilweise beklemmend inszenierten Fall um männliche Gewalt eine neue Richtung ein, hin zum klassischen Krimi und privaten Familien-Drama. Politik ist nur noch ein recht eindimensionaler Randaspekt, leider – ein weiterer Beleg dafür, wie schwer sich die deutsche Fiction mit politischen Stoffen tut. Und Krimis gibt‘s beileibe schon genug!“
Bei der Frankfurter Rundschau schrieb Harald Keller: „Die Handlung nimmt allerlei Wendungen und es ist ein Qualitätsmerkmal, dass Karla Lorenz‘ Sichtweise nicht, wie es das Publikum von konventionellen Fernseherzählungen und ihren Leitfiguren gewohnt ist, als richtig vorausgesetzt wird, sondern dass ihr Irrtümer, Zweifel und vor allem bittere Lernprozesse zugeschrieben werden. Modern auch die diskontinuierliche Erzählweise, die in kurzem Takt zwischen den Zeitebenen hin und her springt.“
Die Kritiker der Fernsehzeitschrift TV Spielfilm äußerten sich zum vierten Film der Reihe wie folgt: „Gute Ansätze, kleine Fehler: ganz erträglich“. Sie meinten, das Werk sei „etwas ungelenk und kolportagehaft“, er böte aber eine „reizvolle Konstellation“. Sie werteten den Film mit dem Daumen nach oben.
Bei evangelisch.de war Tilmann P. Gangloff der Meinung: „Es fällt auf, dass ‚Böses Spiel‘ viel stärker als bisher die persönlichen Beziehungen in den Mittelpunkt rückt; die Diplomatie bildet nur den Hintergrund. Im Grunde erzählt Busche ein Familiendrama rund um das Thema häusliche Gewalt; ohne den Schauplatz und die besondere Rolle der Hauptfigur wäre die Geschichte ein ganz normaler Krimi. Dass der Autor die Ereignisse in den sogenannten besseren Kreisen angesiedelt hat, könnte auch spekulativ wirken. Das immerhin ist nicht der Fall, zumal die entsprechenden Szenen glaubwürdig gespielt sind, was auch an der Zweisprachigkeit der Darsteller liegt.“